# Розандер, Ханс
Ханс Роза́ндер (швед. Hans Rosander; 5 января 1937, Кунгсёр, Вестманланд — 12 сентября 2016) — шведский футболист, играл на позиции защитника.

## Биография

### Игровая карьера
Начинал карьеру в клубе «Вестерос», в котором играл в течение одного сезона.
В 1960 году перешёл в «Норрчёпинг», в котором прошла его основная карьера и за шесть сезонов он сыграл в Аллсвенскане 100 матчей. За эти годы он добился с «товарищами» главных успехов, выиграв три чемпионских титула в 1960, 1962 и 1963 годах. Завершил карьеру в клубе «ИФК Эскильстуна», в котором играл в течение одного сезона.
За сборную Швеции сыграл 15 матчей, в которых не отметился забитыми мячами.

### Смерть
Скончался 12 сентября 2016 года в возрасте 79 лет от проблем с сердцем.

## Достижения
«Норрчёпинг»
- Чемпион Швеции (3) : 1960, 1962, 1963